# Монако на Европейских играх 2015
Монако на I Европейских играх, которые прошли в июне 2015 года в столице Азербайджана, в городе Баку, было представлено 4 спортсменами в 3 видах спорта..